# 善通寺郵便局
善通寺郵便局（ぜんつうじゆうびんきょく）は香川県善通寺市にある郵便局。民営化前の分類では集配普通郵便局であった。

## 概要
住所：〒765-8799 香川県善通寺市文京町二丁目9番2号

### 分室
分室はなし。過去に存在した分室は以下のとおり。
- 保険局内分室 - 1947年（昭和22年）に簡易保険支局内分室として設置。1956年（昭和31年）に廃止された。
- 自衛隊内分室 (63038B) - 1951年（昭和26年）に予備隊内分室として設置。1972年（昭和47年）に廃止された。

## 沿革
- 1891年（明治24年）4月1日 - 善通寺郵便局（三等）として開設[1]。
- 1892年（明治25年）5月16日 - 為替・貯金取扱を開始。
- 1900年（明治33年）2月11日 - 善通寺郵便電信局となる。
- 1902年（明治35年）12月16日 - 多度津郵便電信局の支局となる
- 1903年（明治36年）4月9日 - 通信官署官制の施行に伴い善通寺郵便局となる。
- 1947年（昭和22年）9月1日 - 善通寺簡易保険支局構内に、簡易保険支局内分室を設置[2]。
- 1949年（昭和24年）7月16日 - 簡易保険支局内分室を、保険局内分室に改称[3]。
- 1951年（昭和26年）4月1日 - 善通寺町善通寺に、予備隊内分室を設置。
- 1952年（昭和27年）10月15日 - 予備隊内分室を、保安隊内分室に改称。
- 1954年（昭和29年）7月15日 - 保安隊内分室を、自衛隊内分室に改称。
- 1955年（昭和30年）6月1日 - 電話通話事務の取扱を開始。
- 1956年（昭和31年）3月1日 - 保険局内分室を廃止。
- 1956年（昭和31年）10月1日 - 和文電報受付事務の取扱を開始。同日、自衛隊内分室において、電話通話および和文電報受付事務の取扱を開始。
- 1969年（昭和44年）9月 - 局舎新築落成。
- 1972年（昭和47年）4月1日 - 自衛隊内分室を廃止。
- 1997年（平成9年）6月23日 - 外国通貨の両替および旅行小切手の売買に関する業務取扱を開始。
- 2007年（平成19年）10月1日 - 民営化に伴い、併設された郵便事業善通寺支店に一部業務を移管。
- 2012年（平成24年）10月1日 - 日本郵便株式会社発足に伴い、郵便事業善通寺支店を善通寺郵便局に統合。

## 取扱内容
- 郵便、印紙、ゆうパック、内容証明
- 貯金、為替、振替、振込、国際送金、国債、投資信託
- 生命保険、バイク自賠責保険、自動車保険、変額年金保険
- ゆうちょ銀行ATM
- 「765-00xx」区域（善通寺市全域）の集配業務
- ゆうゆう窓口

## 周辺
- 善通寺市役所
- 善通寺市民会館
- 四国学院大学
- 香川県立善通寺第一高等学校

## アクセス
- JR土讃線 善通寺駅から南西へ約400m（徒歩約4分）
- 善通寺市民バス「空海号」 善通寺市役所前停留所もしくは市民会館前停留所下車
- 高松自動車道 善通寺ICから南西へ約2.5km
- 駐車場あり：23台